# Polypodium humboldtii
Polypodium humboldtii là một loài dương xỉ trong họ Polypodiaceae. Loài này được Poir. mô tả khoa học đầu tiên năm 1816.
Danh pháp khoa học của loài này chưa được làm sáng tỏ. 